# Tampa Baes
Tampa Baes es una serie de telerrealidad estadounidense sobre un grupo de amigas lesbianas en la Bahía de Tampa, Florida. Se estrenó el 5 de noviembre de 2021 en Amazon Prime Video.

## Reparto
- Cuppie Bragg
- Marissa Gialousis
- Haley Grable
- Mack McKenzie
- Summer Mitchell
- Olivia Mullins
- Brianna Murphy
- Ali Myers
- Shiva Pishdad
- Melanie Posner
- Nelly Ramirez
- Jordan Whitley

## Producción
La serie comenzó a filmarse en marzo de 2021 y concluyó en junio de 2021. El elenco del programa estaba en el mismo círculo social antes de que comenzara la filmación. Melissa Bidwell es la showrunner.

## Estreno
El reality se anunció en julio de 2021. Los ocho episodios del programa se lanzaron en Prime Video el 5 de noviembre de 2021.